# Aukusti Sihvola
Aukusti Sihvola (7. března 1895, Sippola - 18. června 1947, Luumäki) byl finský zápasník, volnostylař. V roce 1928 na olympijských hrách v Amsterdamu vybojoval stříbrnou medaili v těžké váze, když v prvním kole nestačil na Richthoffa ze švédska. Jednalo se o jediný velký mezinárodní turnaj, kterého se Sihvola zúčastnil. Vybojoval šest titulů finského šampiona, v letech 1927, 1928 a 1931 v těžké váze a v letech 1929, 1930 a 1934 v lehké těžké váze.